# Io sono vivo/Sei tua, sei mia
Io sono vivo è il singolo dei Pooh proposto per l'estate del 1979.

## Il disco
Realizzato presso gli Stone Castle Studios della CGD, precede la pubblicazione dell'album Viva. La copertina è ispirata a quella dell'album Goodbye (Cream): infatti, i quattro si mostrano in fila e vestiti con cilindro e frac bianchi. Vengono peraltri rappresentati sotto il loro nuovo logotipo "Pooh" e il caratteristico simbolo dell'orsacchiotto che contrassegna i dischi del periodo.
Come parecchi altri singoli degli anni settanta, venne ripubblicato anche in spagnolo; i due brani vennero intitolati Me siento vivo e Se tuya, Se mia.

## I brani
Entrambe le canzoni anticipano il carattere prevalentemente solare e movimentato dell'album.
- Io sono vivo, cantata da tutti e quattro, è una canzone rockeggiante e ricca di una vitalità che traspare nella spumeggiante interpretazione in re maggiore; nel testo emerge un frequente riferimento al futuro e alle dinamiche cicliche del tempo. Il brano, piuttosto lungo, di facile presa e tendenzialmente ripetitivo, è scritto da Roby Facchinetti e Valerio Negrini. Viene riproposto, oltre che in Viva, anche nella raccolta Festivalbar 1979 e, in  versione da concerto, nel CD Noi con voi.
- Il retro Sei tua, sei mia, composto da Dodi Battaglia, si apre con dei coretti soffiati simili a quelli della più conosciuta Notte a sorpresa. Canta lo stesso Dodi alternandosi ai cori eseguiti da tutti, prima della conclusione ottenuta con un assolo di chitarra elettrica. Anche in questo caso si tratta di un pezzo piuttosto dinamico; in questo contesto di vitalità Valerio Negrini  menziona nel testo gli elementi cosmici fuoco, terra ed aria, proprio quelli rappresentati in maniera prominente nella copertina dell'album Viva (ovviamente in aggiunta all'elemento acqua). Ciononostante, il pezzo non viene incluso nell'LP; di conseguenza, nell'album si trova un solo pezzo musicato da Dodi, fatto questo insolito per la discografia dell'epoca.

I due brani sono stati ripubblicati nella consueta antologia triennale del periodo (I Pooh 1978-1981).

## Formazione
La formazione del gruppo è:
- Roby Facchinetti – tastiere, voce
- Dodi Battaglia – chitarra, voce
- Stefano D'Orazio - batteria, voce
- Red Canzian - basso, voce